# ستيفن فيتوريا
ستيفن فيتوريا (بالبرتغالية: Steven de Sousa Vitória‏) هو لاعب كرة قدم كندي وبرتغالي في مركز قلب الدفاع، ولد في 11 يناير 1987 في تورونتو في كندا. شارك مع منتخب البرتغال تحت 19 سنة لكرة القدم ومنتخب البرتغال تحت 20 سنة لكرة القدم ومنتخب كندا لكرة القدم. أما مع النوادي، فقد لعب مع إشتوريل برايا وفيلادلفيا يونيون وليخيا غدانسك وموريرينسي ونادي أولهانينسي ونادي نادي بنفيكا ونادي نادي بورتو البرتغالي.

## أهدافه
| # | التاريخ        | المكان                                           | الخصم            | الهدف | النتيجة    | المسابقة                    |
| - | -------------- | ------------------------------------------------ | ---------------- | ----- | ---------- | --------------------------- |
| 1 | 6 أوكتوبر 2016 | ملعب مراكش، مراكش، المغرب                        | موريتانيا        | 2–0   | 4–0        | ودية                        |
| 2 | 15 نوفمبر 2019 | ملعب إكسبلوريا، أورلاندو، الولايات المتحدة       | الولايات المتحدة | 1–3   | 1–4        | دوري أمم الكونكاكاف 2019–20 |
| 3 | 9 يونيو 2022   | بي سي بليس، فانكوفر، كندا                        | كوراساو          | 2–0   | 4–0        | دوري أمم الكونكاكاف 2022-23 |
| 4 | 17 نوفمبر 2022 | استاد آل مكتوم، أبوظبي، الإمارات العربية المتحدة | اليابان          | 1–1   | 2–1        | ودية                        |
| 5 | 9 يوليو 2023   | ملعب تي كيو إل، سينسيناتي، الولايات المتحدة      | الولايات المتحدة | 1–1   | 2–2 (2–3ض) | كأس الكونكاكاف الذهبية 2023 |

## وصلات خارجية
- ستيفن فيتوريا على موقع الاتحاد الدولي (مؤرشف)  (الإنجليزية)
- ستيفن فيتوريا على موقع الاتحاد الأوربي (الإنجليزية)
- ستيفن فيتوريا على موقع الدوري الأمريكي (الإنجليزية)
- ستيفن فيتوريا على موقع قاعدة بيانات كرة القدم.إي يو (الإنجليزية)
- ستيفن فيتوريا على موقع ناشيونال فوتبول تيمز (الإنجليزية)
- ستيفن فيتوريا على موقع Soccerway.com (الإنجليزية)
- ستيفن فيتوريا على موقع عالم كرة القدم.نت (الإنجليزية)
- ستيفن فيتوريا على موقع AS.com (الإسبانية)